# Gerasimos (Marmatakis)
Gerasimos (světským jménem: Georgios Marmatakis; * 17. září 1969, Heráklion) je řecký pravoslavný duchovní Krétské pravoslavné církve, arcibiskup a metropolita Petry a Chersonisosu.

## Život
Narodil se 17. září 1969 v Heráklionu.
Střední vzdělání získal ve svém rodném městě. Poté nastoupil na vyšší církevní školu v Athénách a pokračoval ve studiu na teologické fakultě Aristotelově univerzitě v Soluni. Dále pokračoval v postgraduálním studiu historie a liturgiky na teologické fakultě Athénské univerzity.
Roku 1994 byl v monastýru Agarathos postřižen na monacha.
Dne 11. února 1995 byl arcibiskupem krétským Timotheosem (Papoutsakisem) rukopoložen na hierodiakona.
Roku 1998 se stal ekonomem monastýru Agarathos.
Dne 27. ledna 2001 byl rukopoložen na jeromonacha. Stejného dne byl povýšen na archimandritu. Zastupoval krétskou pravoslavnou církev v různých delegacích a na různých setkáních.
Dne 28. července 2004 byl zvolen představeným monastýru Agarathos. Za něj byla opraven katedrální chrám monastýru, budova igumena a další budovy.
Dne 8. prosince 2015 byl Svatým synodem Krétské pravoslavné církve zvolen metropolitou Petry a Chersonisosu.
Dne 19. prosince proběhla v chrámu svatého Miny v Heráklionu jeho biskupská chirotonie. Chirotonie se zúčastnili hierarchové Krétské církve ale také např. metropolita Rhodu Kyrillos (Kogerakis), biskup z Naukratisu Meletios (Koumanis) a metropolita Glyfady Pavlos (Tsaousoglou).